# Estacas (Ledesma)
Estacas es una entidad de población española del municipio de Ledesma, perteneciente a la provincia de Salamanca, en la comunidad autónoma de Castilla y León.

## Historia
Hacia mediados del siglo XIX, el lugar, por entonces referido como una alquería agregada a Pelilla, tenía contabilizada una población de diez habitantes. Aparece descrito en el séptimo volumen del Diccionario geográfico-estadístico-histórico de España y sus posesiones de Ultramar de Pascual Madoz con las siguientes palabras:

ESTACAS: alq. agregada al ayunt. é igl. parr. de Pelilla (1 leg.) en la prov. de Salamanca (8 1/2), part. jud. de Ledesma (3), dióc. de Zamora (8), aud. terr. y c. g. de Valladolid (25 1/2): sit. en terreno montuoso con buen clima y libre ventilacion, siendo las fiebres estacionales las enfermedades mas comunes. Tiene 3 casas y su térm. confina al N. Carbellino y Almeido; E. Estaquillas; S. Pelilla y O. r. Tormes, el cual pasa por el espresado térm. El terreno es de mediana calidad y todo él está poblado de encinas y algunos fresnos. Los caminos dirigen a los pueblos inmediatos. La correspondencia se recibe de la cab. del part. prod.: centeno bueno, cebada de mediana calidad y trigo inferior, siendo el centeno la mas abundante: críase ganado lanar, de pelo y de cerda, siendo de este último el mas preferido, y hay caza de perdices, conejos y algunos jabalies. pobl.: 3 vec. 10 alm. Contribuye con su ayunt. (V.)
(Madoz, 1847, pp. 586-587)

En la actualidad, pertenece al municipio de Ledesma. En 2022, tenía empadronados siete habitantes.